# Пуцањ у тами
Пуцањ у тами (енгл. A Shot in the Dark) је је криминалистички комедијски филм из 1964. редитеља Блејка Едвардса.
Инспектора Клузоа позивају у кућу у којој је почињено убиство и он открива да сваки траг указује на прелепу собарицу Марију. Како је све више људи убијено, сваки сет трагова увек указује на Марију, међутим заљубљен у њу, Клузо наставља да је ослобађа и прати градом.

## Радња
Инспектор Клузо (Питер Селерс) је позван у замак париског плутократе, Бенџамина Балона (Џорџ Сандерс), да истражи убиство његовог шпанског шофера Мигела. Возач је био у вези са домаћицом Маријом Гамбрели (Елке Сомер), која је тврдила да ју је често тукао. Иако сви докази указују на Гамбрелија као убицу, Клузо тврдоглаво одбија да призна да је она крива, јер је лудо заљубљен у њу. Да би прави кривци сакрили истину од Клузоовог шефа, комесара Чарлса Драјфуса (Херберт Лом), морају да почине још убистава. Након убиства баштована Џорџа (Дејвид Лоџ), домаћице Дуду (Ен Лин) и главног батлера Хенрија Лафаржа (Даглас Вилмер), Марија бива сваки пут ухапшена и Клузо је пушта. Клузо је увек на погрешном месту у право време, а на крају га униформисана полиција хапси четири пута узастопно (прво због продаје балона без дозволе, затим због продаје слика без дозволе, а онда за тим лови без дозволе, и коначно са Маријом Гамбрели за јавну голотињу након што су побегли из нудистичке колоније без одеће).
Како Клузо наставља да саботира истрагу, комесар Драјфус постаје све узбуђенији, случајно успевајући да одсече палац и убоде се отварачем за писма. Анонимни лик почиње да уходи Клузоа, покушавајући да га убије, али случајно убија вратара, две муштерије у кафићу и козачког играча. Клузо окупља све осумњичене и открива се да су Балон, његова супруга Доминик, госпођа Лафарж, возач Пјер и домаћица Симона криви за убиство: свако од њих убија једну од жртава претходних убистава, слуга Морис је уцењивача, а Марија није крива ни за један злочин. Кривци покушавају да побегну у Клузоовом ауту, али је ауто разнела бомба. Испоставља се да је анонимни убица комесар Драјфус, који је Клузоовим грешкама избезумио и у покушају да га убије, случајно је убио пет убица и уцењивача Мориса. Филм се завршава када, ниоткуда, Като/Кејто (Берт Квоук) гурне Клузоа и Марију у бунар, а Марија и Клузо се боре са Като/Кејтоом док се на екрану појављује наслов „Крај“.

## Улоге
- Питер Селерс као инспектор Жак Клузо
- Елке Зомер као Марија Гамбрели
- Џорџ Сандерс као Бенжамин Балон
- Херберт Лом као комесар Шарл Драјфус
- Трејси Рид као Доминик Балон
- Грејам Старк као Херкул Лаџој
- Мартин Бенсон као Морис
- Моира Редмонд као Симон
- Ен Лин као Дуду
- Дејвид Лоџ као Жорж Дувал
- Берт Квоук као Като
- Андре Маран као Франсоа Шевалије
- Морис Кауфман као Пјер
- Даглас Вилмер као Анри Лафарж
- Ванда Годсел као гђа Лафарж